# Provincie Barcelona
Provincie Barcelona je jedna ze čtyř provincií Katalánska, autonomního společenství na severovýchodě Španělska. Hraničí s ostatními katalánskými provinciemi Tarragonou, Lleidou a Gironou a se Středozemním mořem. Vznikla při administrativní reformě roku 1833.
V provincii žije přibližně 5,90 milionu obyvatel, z kterých 1 702 547 žije přímo v Barceloně. V provincii tak žijí téměř tři čtvrtiny obyvatel Katalánska.
Hlavním městem je Barcelona. K dalším městům v provincii Barcelona patří L'Hospitalet de Llobregat, Badalona, Cerdanyola del Vallès, Martorell, Mataró, Granollers, Sabadell, Terrassa, Sitges, Igualada, Vic, Manresa, Berga.

## Comarky
Protože rozdělení do provincií ve Španělsku a rozdělení do comarek v Katalánsku zcela neodpovídá, termín comarka v provincii Barcelona by nebyl plně správný. Seznam comarek, která jsou buď zcela nebo částečně zahrnuty v provincii Barcelona, je být následující:
- Zcela zahrnuty:
  - Alt Penedès
  - Anoia
  - Bages
  - Baix Llobregat
  - Barcelonès
  - Garraf
  - Maresme
  - Vallès Occidental
  - Vallès Oriental
- Částečně zahrnuty:
  - Berguedà (všechny municipality kromě Gósolu)
  - Osona (všechny municipality kromě Espinelvesu, Vidrà a Viladrau)
  - Selva (jediná municipalita Fogars de la Selva)

V provincii je soustředěno množství architektonických památek.